# 袢利尿剂
袢利尿劑是利尿劑的一類。此類藥物作用在腎臟中亨勒袢升支粗段（thick ascending limb, TAL），以减少氯化钠在此处的重吸收。最常用的袢利尿剂是呋塞米、布美他尼和托拉塞米，均为磺胺衍生物。

## 作用機轉
其具体药理作用机制是抑制亨勒袢升支粗段管腔膜的 Na-K-2Cl载体，从而最大程度减少管腔内的钠和氯进入细胞。既可影响尿液稀释过程，也能影响尿液浓缩过程，利尿作用强。

## 藥物
- 呋塞米（Furosemide，原型態的袢利尿劑）
- Azosemide（英语：Azosemide）
- Bumetanide（英语：Bumetanide）（藥效強度較其他幾個袢利尿劑強近40倍）
- Piretanide（英语：Piretanide）
- Torasemide（英语：Torasemide）
- Muzolimine（英语：Muzolimine）
- Etozolin（英语：Etozolin）
- Ethacrynic acid（英语：Ethacrynic acid）
- Tienilic acid（英语：Tienilic acid）

## 外部連結
- Diagram at cvpharmacology.com （页面存档备份，存于）
- "10 Different Types Of Diuretics" by Tom Pisarski